# Erich Gumplmaier
Erich Gumplmaier (* 13. Juli 1947 in Wels; † 29. Dezember 2015) war ein oberösterreichischer sozialdemokratischer Politiker und von 2003 bis 2009 aus dem Bundesland Oberösterreich entsandtes Mitglied des Bundesrates.

## Leben
Der Sohn eines Maurers absolvierte nach dem Besuch der Volksschule und Hauptschule in Marchtrenk eine 3½-jährige Lehre zum Elektromechaniker.
Von 1968 bis 1979 war er Jugendsekretär des Österreichischen Gewerkschaftsbundes Oberösterreich. Im Jahr 1971 fand die Hochzeit mit seiner Frau Maria, geborene Hinterberger, statt.
Nach dem Besuch der Sozialakademie wurde er 1980 Bildungssekretär des Österreichischen Gewerkschaftsbundes OÖ, legte 1981 die Berufsreifeprüfung ab und begann sein Studium an der Johannes Kepler Universität Linz. Dieses Studium beendete er am 1. Juli 1986 mit dem akademischen Grad Mag.rer.soc.oec und schloss im Jahr 1987 seine akademischen Ausbildung mit dem Doktorgrad der Sozial- und Wirtschaftswissenschaften ab.
Gumplmaier wurde 1992 Landessekretär des Österreichischen Gewerkschaftsbundes OÖ.
Er schied mit 22. Oktober 2009 aus dem Bundesrat aus.